# Al-Hidżr (sura)
Al-Hidżr, w polskim tłumaczeniu Kamienna lub Hidżr (arab. ‏الحجر‎ al hidżr) – 15. sura Koranu. Zaliczana do sur mekkańskich. Została objawiona pomiędzy 619, a 621 r. n.e. - w późniejszym okresie głoszenia przesłania Islamu przez Mahometa, kiedy muzułmanie byli prześladowani w Mekce.

## Pochodzenie nazwy

al-hidrż w kaligrafii arabskiej

Nazwa sury jest zaczerpnięta z wersetu 80.
W tłumaczeniu Józefa Bielawskiego:
"I oto mieszkańcy Al-Hidżr uznali wysłanników za kłamców."
W tłumaczeniu Musy Çaxarxana Czachorowskiego:
"Uznali posłańców za kłamców także towarzysze kamiennej krainy."
Podobnie jak w przypadków nazw większości sur w Koranie, nazwa Al-Hidżr nie opisuje tematu całej sury. Jest swego rodzaju słowem-kluczem, którego zwyczajowo używano, aby odróżnić tę surę od innych.

## Główne wątki i postaci w surze Al-Hidżr
- Koran jest objawieniem od Boga (Allaha)
- W Dniu Sądu niewierzący będą żałować, że nie są muzułmanami
- Allah deklaruje, że on sam ochroni i zachowa Koran (bez zmian i przeinaczeń pierwotnego tekstu)
- Historia stworzenia Adama (pokłon aniołów Adamowi i odmowa wykonania pokłonu przez Iblisa)
- Proroka Ibrahim poinformowany przez aniołów, że będzie miał syna i że naród Luta (Lota) zostanie zniszczony[5]
- Sura Al-Fatiha określona jako "siedem wersetów powtarzanych" - werset 87[1]